# Kniphofia princeae
Kniphofia princeae là một loài thực vật có hoa trong họ Thích diệp thụ. Loài này được (A.Berger) Marais miêu tả khoa học đầu tiên năm 1973 publ. 1974.